# Sideritis brevicaulis
Sideritis brevicaulis là một loài thực vật có hoa trong họ Hoa môi. Loài này được Mend.-Heuer miêu tả khoa học đầu tiên năm 1973 publ. 1974.